# Emerald (Wisconsin)
Emerald es un pueblo ubicado en el condado de St. Croix en el estado estadounidense de Wisconsin. En el Censo de 2010 tenía una población de 853 habitantes y una densidad poblacional de 9,41 personas por km².

## Geografía
Emerald se encuentra ubicado en las coordenadas 45°5′4″N 92°18′33″O / 45.08444, -92.30917. Según la Oficina del Censo de los Estados Unidos, Emerald tiene una superficie total de 90.6 km², de la cual 90.4 km² corresponden a tierra firme y (0.22%) 0.2 km² es agua.

## Demografía
Según el censo de 2010, había 853 personas residiendo en Emerald. La densidad de población era de 9,41 hab./km². De los 853 habitantes, Emerald estaba compuesto por el 95.66% blancos, el 0.35% eran afroamericanos, el 0.12% eran amerindios, el 1.06% eran asiáticos, el 0% eran isleños del Pacífico, el 1.64% eran de otras razas y el 1.17% pertenecían a dos o más razas. Del total de la población el 3.87% eran hispanos o latinos de cualquier raza.